# Nicht alle Tassen im Schrank haben
„Nicht alle Tassen im Schrank haben“ ist eine idiomatische Redewendung im Deutschen und beschreibt bildhaft eine verminderte geistige Zurechnungsfähigkeit oder ein unvernünftiges Verhalten. Im alltäglichen Sprachgebrauch dient sie als salopper Ausdruck, um auf scheinbar unlogische, ungewöhnliche oder irrational erscheinende Äußerungen einer Person hinzuweisen. Sprachwissenschaftlich wird der Ausdruck als idiomatischer Gesamtausdruck klassifiziert, dessen Bedeutung sich nicht aus den einzelnen Wörtern erschließt, sondern nur im Ganzen verstanden werden kann. Die Metapher verweist darauf, dass dem Betroffenen etwas Wesentliches fehlt – vergleichbar mit einem unvollständigen Geschirrsatz – und steht damit für eine bildhafte Darstellung geistiger Lücken.

## Bedeutung
Die Redewendung „nicht alle Tassen im Schrank haben“ gehört zu den verbreitetsten deutschen Idiomen und wird im alltäglichen Sprachgebrauch verwendet, um auf eine limitierte geistige Zurechnungsfähigkeit oder unvernünftiges Verhalten hinzuweisen. Die umgangssprachliche, saloppe Wendung dient als bildhafte Beschreibung für Menschen, die sich ungewöhnlich, unverständlich oder irrational verhalten.
Im übertragenen Sinn attestiert die Redewendung jemandem ein unvernünftiges Handeln oder beschreibt, dass eine Person den Verstand verloren hat. Die metaphorische Verwendung deutet darauf hin, dass bei der betroffenen Person etwas Wesentliches fehlt – ähnlich wie bei einem unvollständigen Geschirrsatz. Die Wendung fungiert als standardisierter Sprechakt zur negativen Bewertung von Handlungen oder Verhaltensweisen einer Person sowie zum Ausdruck von Vorwürfen oder Zurückweisungen.
Die Redewendung wird linguistisch als „idiomatischer Ausdruck“ klassifiziert, dessen Gesamtbedeutung nicht aus der Summe seiner einzelnen Wörter erschlossen werden kann. Sie weist eine doppelte Bedeutungsstruktur aus wörtlicher und übertragener Bedeutung auf, wobei die übertragene Bedeutung die Default-Lesart darstellt. Die Wendung gehört zu den „gebrauchsfertigen Standardsätzen“, die mental gespeichert sind und in bestimmten Situationen als Ganzes abgerufen werden können.

## Verwendung
Die Redewendung kommt in verschiedenen kommunikativen Situationen zum Einsatz. Sie wird verwendet, wenn jemand „unsinniges Zeug redet oder tut“ bzw. nicht ganz bei Verstand erscheint. Typische Anwendungsbeispiele sind Situationen, in denen eine Person unlogische Entscheidungen trifft, unverständliche Äußerungen macht oder sich auf eine Weise verhält, die von der Norm abweicht.
Die Wendung kann sowohl in direkter Ansprache („Du hast wohl nicht alle Tassen im Schrank!“) als auch in der dritten Person („Der hat nicht alle Tassen im Schrank.“) verwendet werden. In ihrer Studie Idiomatische Sätze im Deutschen (2008) zählt Rita Finkbeiner sie zu den „routinisierte[n] Werkzeuge[n] zur Gestaltung wiederkehrender Sprechsituationen“ und ermöglicht eine verkürzte Art der Kommunikation.
Die deutsche Sprache kennt zahlreiche synonyme Wendungen mit ähnlicher Bedeutung: „einen Vogel haben“, „eine Schraube locker haben“, „nicht ganz bei Trost sein“, „spinnen“, „plemplem sein“, „eine Macke haben“, „nicht alle Latten am Zaun haben“ oder „sie nicht alle haben“. Diese Ausdrücke zeigen die produktive Natur derartiger idiomatischer Konstruktionen im Deutschen.
Die Wendung ist an bestimmte kontextuelle Bedingungen gebunden. Diese müssen gegeben sein, damit die Wendung situativ angemessen wirkt. Sie setzt voraus, dass der Sprecher eine Abweichung von der erwarteten Normalität wahrnimmt und diese kommentieren möchte. Dabei handelt es sich um eine „subjektive Beobachtungskategorie“, die von der Wahrnehmung und den Normen des jeweiligen Sprechers abhängt.
Die Redewendung gehört weiterhin zum aktiven Wortschatz des Deutschen. Sie wird sowohl in mündlicher als auch in schriftlicher Kommunikation verwendet und ist den meisten Sprechern des Deutschen bekannt. Die Wendung zeigt die typisch deutsche Neigung zu bildhaften Ausdrücken und metaphorischen Konstruktionen, die komplexe Sachverhalte in prägnanter Form zusammenfassen.

## Herkunftstheorien
Die etymologische Herkunft der deutschen Redewendung „nicht alle Tassen im Schrank haben“ ist wissenschaftlich ungeklärt und Gegenstand verschiedener sprachwissenschaftlicher Theorien. Die vorhandenen Quellen dokumentieren mehrere konkurrierende Erklärungsansätze, die sich in zwei Hauptkategorien gliedern lassen: die jiddisch-hebräische Etymologie und die Sozioökonomischer-Status-Theorie.

### Jiddisch-hebräische Etymologie
Eine prominente Theorie führt die Wendung auf jiddische oder hebräische Spracheinflüsse zurück. Siegmund A. Wolf schrieb bereits 1956 in der Zeitschrift Muttersprache: „Im Jiddischen ist ‚toschia‘ = Verstand, Klugheit. Wer nicht mehr alle Tassen im Schrank hat, hat seine fünf Sinne nicht mehr beisammen“. Die philologische Grundlage dieser Deutung bezieht sich möglicherweise auf das hebräische „tushiya“ für Umsicht, das in den Sprüchen 2,7 und 3,21 belegt ist. Kritisch ist anzumerken, dass nach Heidi Stern in ihrem Wörterbuch zum jiddischen Lehnwortschatz in den deutschen Dialekten „toschia“ in keinem Jiddisch-Wörterbuch nachweisbar ist.
Parallel dazu existiert eine verwandte Erklärung, die das hebräische Wort „toshia“ als lautliche Grundlage vorschlägt. Demnach hätten deutschsprachige Sprecher ohne Hebräischkenntnisse dieses Wort fälschlicherweise als „Tasse“ verstanden. Der Schrank würde in dieser Interpretation den Kopf als Behältnis für den Verstand symbolisieren. Auch auf der Website der Deutschen Welle zu ihrer Hörfunkproduktion wird eine mögliche Verbindung zum jiddischen Wort „toshia“ mit der Bedeutung „Verstand“ erwähnt, wodurch sich alle diskutierten tassenbasierten Redewendungen aus einem gemeinsamen etymologischen Stamm ableiten ließen.

### Sozioökonomischer-Status-Theorie
Eine zweite Theorie verortet den Ursprung der Redewendung im gesellschaftlichen Kontext des 18. Jahrhunderts. Nach dieser Erklärung galten Porzellantassen bei der gehobenen Gesellschaft als kostspieliges Statussymbol für finanziellen Wohlstand. Diese wertvollen Gegenstände wurden in Schränken mit gläsernen Türen aufbewahrt, um sie sowohl vor Beschädigungen zu schützen als auch Besuchern zur Schau zu stellen. Ein vollständig gefüllter Schrank galt als Zeichen von Wohlstand und Ordnung, während fehlende Tassen auf mangelnden Reichtum oder geringeren sozialen Status hinwiesen. In gleicher Weise steht die Redewendung metaphorisch für eine Analogie zwischen materiellem Defizit und geistiger Unvollständigkeit.

### Eine weitere dokumentierte Ursprungstheorie
Eine literarisch dokumentierte Entstehungsgeschichte lieferte die Schriftstellerin Christa Reinig 1971 in ihrem autobiografischen Aufsatz Tassen im Schrank im Tintenfisch: Jahrbuch für Literatur. Nach ihrem Bericht entstand die Wendung spontan in Veras Küche während des Zweiten Weltkriegs. Während eines Streits zwischen Reinig, ihrer Freundin Vera und Elfriede entwickelte sich ein Wortgefecht mit immer kreativeren Beleidigungen. Nachdem konventionelle Schimpfwörter und intellektuelle Wendungen der „goldenen Zwanziger“ wie „Du hast wohl nicht alle Antennen am Sender“ oder „Deine Verstärkerröhre is jeplatzt“ erschöpft waren, improvisierten die Beteiligten neue Beleidigungen basierend auf sichtbaren Küchengegenständen. Als Vera das Geschirr in den Schrank räumte, rief Elfriede spontan: „Du hast ja nicht alle Tassen im Schrank!“. Reinig zufolge verbreitete sich diese Wendung anschließend über die Berufsnetzwerke der Beteiligten verbreitete.

### Metaphorische Erklärungsansätze
Unabhängig von konkreten etymologischen Theorien existiert die Deutung, dass die „Tassen im Schrank“ metaphorisch für die notwendigen geistigen Voraussetzungen vernünftigen Handelns stehen. Bei deren Fehlen würde entsprechend unvernünftiges Verhalten resultieren. Diese funktionale Erklärung umgeht die Frage nach der historischen Entstehung und legt den Fokus auf die semantische Logik der Redewendung.

## Dokumentation und Verbreitung
Die Redewendung „nicht alle Tassen im Schrank haben“ wurde erstmals schriftlich im Artikel Der Witz der Berliner in der Zeitschrift Die Zeit im Jahr 1951 belegt, der seinerseits auf eine bereits 1941 in der Wochenzeitung Das Reich erschienenen Publikation Der Witz der deutschen Stämme von Herbert Schöffler verwies und die Wendung als Beispiel typischer Formulierungen der „Berliner Schnauze“ präsentierte. In der Zeitschrift Muttersprache erschien 1956 erstmals eine nähere etymologische Erläuterung unter Berufung auf das jiddische Wort „toschia“ für Verstand. Einen weiteren frühen Nachweis liefert Christa Reinig in ihrem autobiografisch geprägten Beitrag Tassen im Schrank (Jahrbuch Tintenfisch 1971), in dem sie beschreibt, wie die Wendung im Familien- und Kollegenkreis von Textilarbeiterinnen, Kaufhausbeschäftigten, Straßenbahnfahrerinnen und Reichsbahnangestellten über „den Küchentisch“ hinaus in ganz Berlin und darüber hinaus verbreitet wurde.
Ab den 1950er Jahren fand die Wendung zunehmend Eingang in überregionale Printmedien, volkssprachliche Sammlungen und Unterhaltungssendungen. So dokumentierte die Deutsche Welle 2011 in einer Hörfunkproduktion die heute gängige Verwendung in Alltagssprache und Journalismus. Im 21. Jahrhundert wird die Redewendung sowohl in gedruckten Redensartenlexika und Online-Nachschlagewerken als auch in Newsportalen und Blogs sowie in satirischen Protestaktionen aufgegriffen. Mit Stand August 2025 verzeichnet der Redensarten-Index über 1900 Nachweise in Zeitungen, Büchern, Zeitschriften und digitalen Plattformen, was den durchgehenden Gebrauch in Schrift- und Umgangssprache im gesamten deutschen Sprachraum belegt.

## Kultureller Kontext
Die Redewendung „nicht alle Tassen im Schrank haben“ steht exemplarisch für die kulturellen Transformationen der Frühen Neuzeit, in der sich neue bürgerliche Identitäten durch materielle Praktiken, Ordnungsvorstellungen und sprachliche Innovationen manifestierten. Sie dokumentiert die Entstehung einer bürgerlichen Mentalität, die Besitz, Ordnung und geistige Klarheit als zusammengehörige Elemente einer erstrebenswerten Lebensführung betrachtete.
Das bürgerliche Ordnungsideal des 18. und 19. Jahrhunderts manifestierte sich nicht nur in der materiellen Kultur, sondern auch in den Vorstellungen von häuslicher Disziplin und Sauberkeit. Die ordentliche Aufbewahrung von Geschirr war Teil eines umfassenderen kulturellen Systems, das Ordnung, Reinlichkeit und systematische Haushaltsführung als Ausdruck moralischer Integrität und gesellschaftlicher Respektabilität betrachtete. Die Vollständigkeit des Geschirrs im Schrank symbolisierte dabei nicht nur materielle Sicherheit, sondern auch geistige Klarheit und Vernunft.
Diese kulturellen Ordnungsvorstellungen standen in engem Zusammenhang mit den Wünschen des Bürgertums nach sozialem Aufstieg. Der Besitz vollständiger Porzellanservices und deren ordentliche Präsentation in Schränken war ein Mittel, um sich vom „niederen Volk“ abzugrenzen und Zugehörigkeit zur gebildeten Schicht zu demonstrieren. Die Redewendung reflektiert somit die Angst vor sozialem Abstieg und die Sorge, nicht den bürgerlichen Standards zu entsprechen.
Parallel zu diesen deutschen kulturellen Entwicklungen existierten sprachliche Einflüsse aus dem Jiddischen, die eine zusätzliche kulturelle Dimension der Redewendung darstellen. Die Forschung diskutiert die mögliche Verbindung zwischen dem deutschen Wort „Tasse“ und dem jiddischen Wort „toschia“ (Verstand, Klugheit), das wiederum auf das hebräische „tushiya“ für „Umsicht“ zurückgeht. Diese sprachliche Verbindung würde den kulturellen Kontext um die Dimension des deutsch-jüdischen Sprachkontakts erweitern, der besonders in städtischen Gebieten des 18. und 19. Jahrhunderts intensiv war.